# Raïon d'Itchalkov
Le raïon d'Itchalkov (en russe : Атя́шевский райо́н, en erzya : Отяжбуе, Otäžbuje, en moksha : Атяшевань аймак, Atäševań ajmak) est un raïon de la république de Mordovie, en Russie.

## Géographie
D'une superficie de 1 265 km2, le raïon d'Itchalkov est situé au nord-est de la république de Mordovie à la frontière avec l'oblast de Nijni Novgorod.
Son centre administratif est Kemlya.
En 2010, le raïon comptait 50 % de Russes et 48,6 % d'Erzyas.

## Démographie
La population du raïon d'Itchalkov a évolué comme suit:
| 1970   | 1979   | 1989   | 2002   | 2009   |
| ------ | ------ | ------ | ------ | ------ |
| 41 863 | 33 951 | 26 806 | 22 835 | 21 161 |

| 2011   | 2015   | 2020   | - | - |
| ------ | ------ | ------ | - | - |
| 20 486 | 19 050 | 17 575 | - | - |

## Galerie

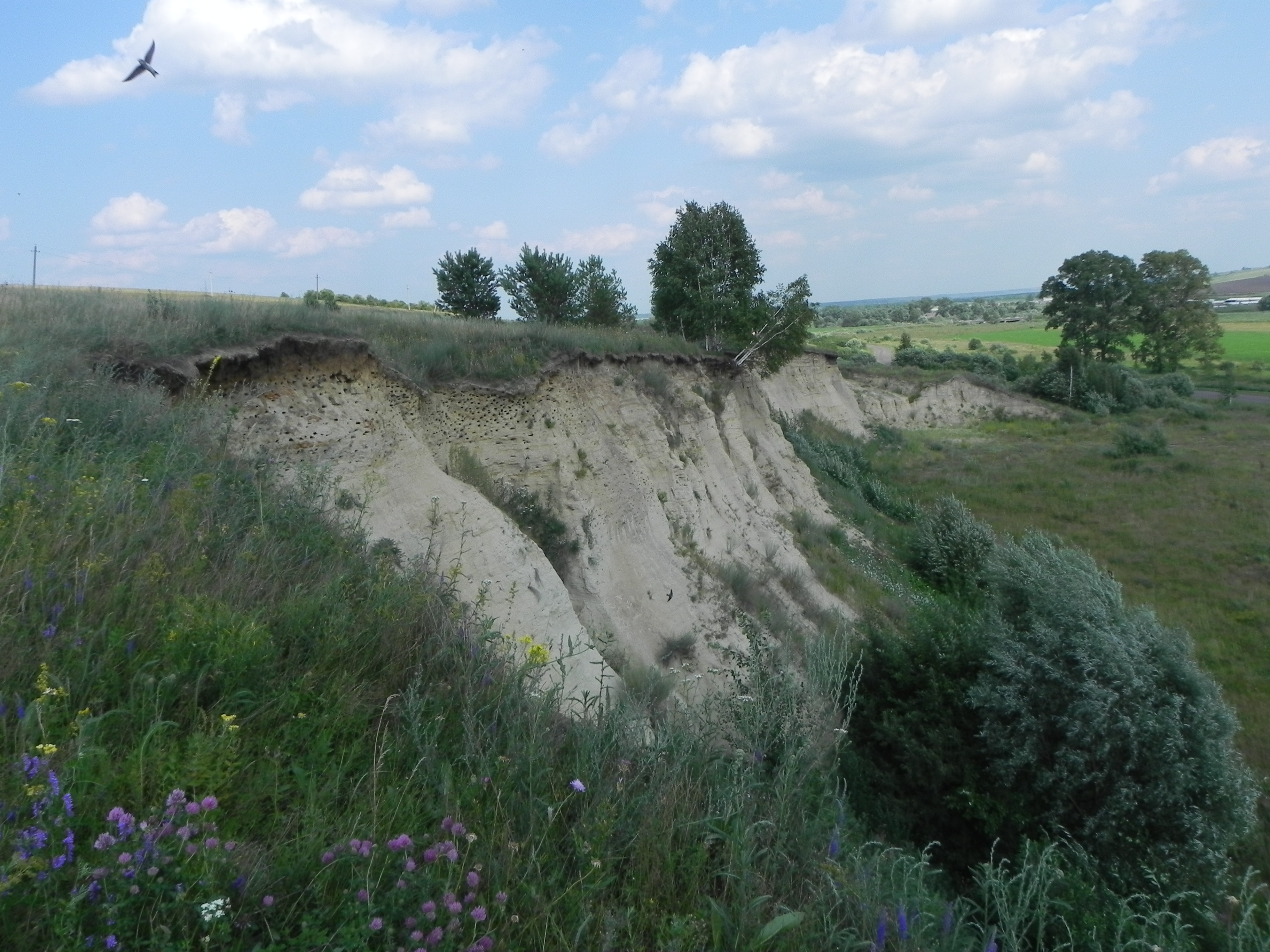